# Sonderausschuss zur Finanz-, Wirtschafts- und Sozialkrise
Der Sonderausschuss zur Finanz-, Wirtschafts- und Sozialkrise (englisch Special Committee on the Financial, Economic and Social Crisis, französisch Commission spéciale sur la crise financière, économique et sociale; Abkürzung CRIS) war ein Sonderausschuss des Europäischen Parlaments, der von Oktober 2009 bis Juni 2011 tagte. 
Seine Aufgabe war die "Analyse und Bewertung des Ausmaßes der ökonomischen, finanziellen und sozialen Krise, ihrer Auswirkungen [...] auf die Europäische Union und ihre Mitgliedstaaten und des Stands der weltweiten Governance sowie [das] Vorschlag[en] geeigneter Maßnahmen, um intakte und dauerhaft tragfähige Finanzmärkte langfristig wiederherzustellen".